# Saluda River
Der Saluda River ist der etwa 320 km lange rechte Quellfluss des Congaree River. Er liegt im Norden und Westen von South Carolina in den Vereinigten Staaten.

## Verlauf
Der Saluda River entsteht etwa 15 km nordwestlich der Stadt Greenville durch den Zusammenfluss seiner nördlichen und südlichen Gabelung, die jeweils in den Blue Ridge Mountains entspringen.
- Der North Saluda River fließt in südsüdwestlicher Richtung durch das nördliche Greenville County, vorbei an Marietta
- Der Middle Saluda River, der im Jones Gap State Park entspringt, fließt nach Süden durch das nordwestliche Greenville County.[5]
- Der South Saluda River fließt südöstlich an der Grenze zwischen Greenville und Pickens County und fließt mit dem Oolenoy River zusammen

## Namen
Laut dem Geographic Names Information System ist der Saluda River auch bekannt als:
- Chickawa
- Corn River
- Saludy River
- Saluta River
- Salutah River
- Seleuda River

Der Fluss ist nach einem Indianerstamm benannt, der einst an seinen Ufern in der Nähe der Gemeinde Chappells, South Carolina, lebte.